# Tonneau (hippomobile)

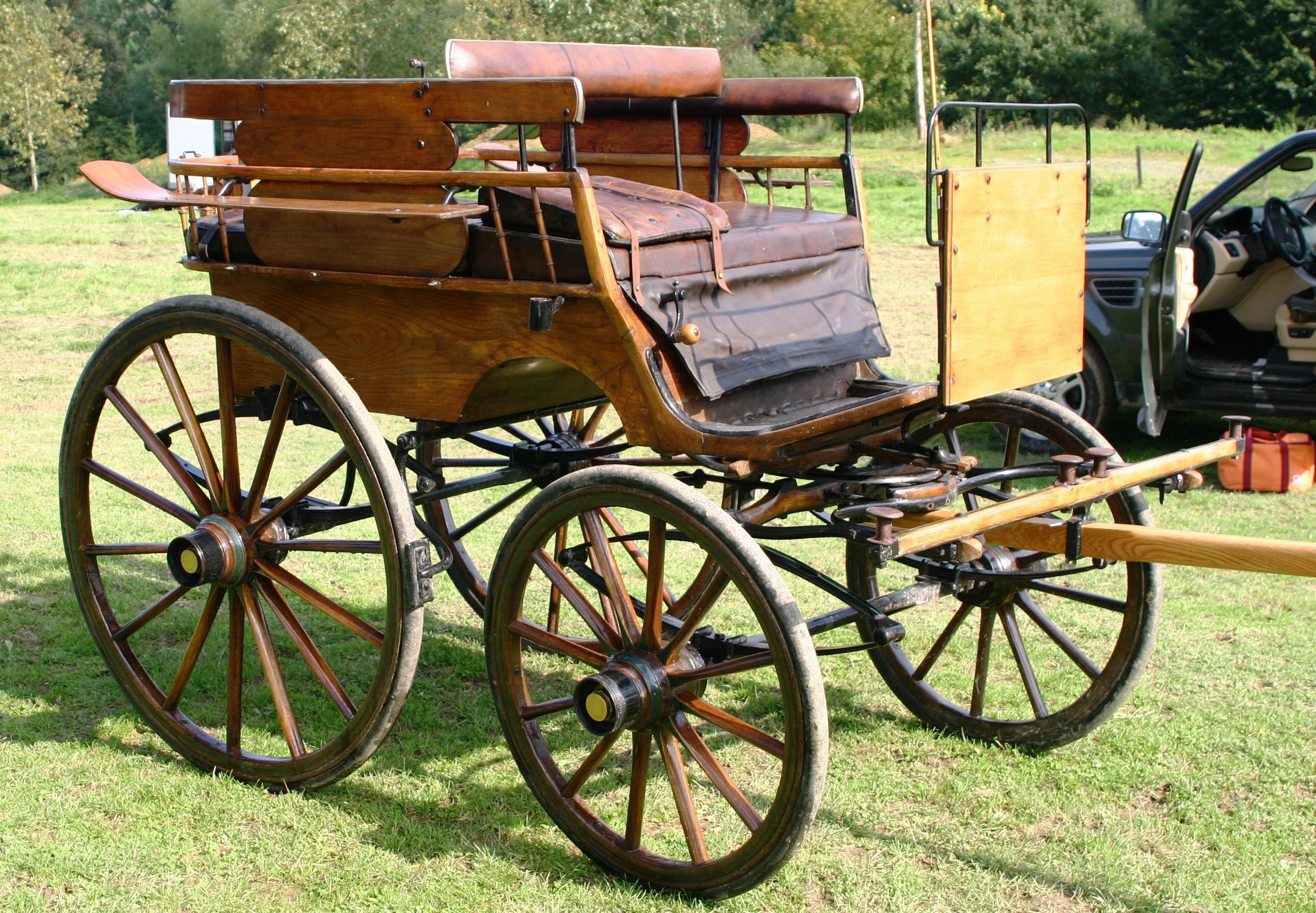
Un tonneau

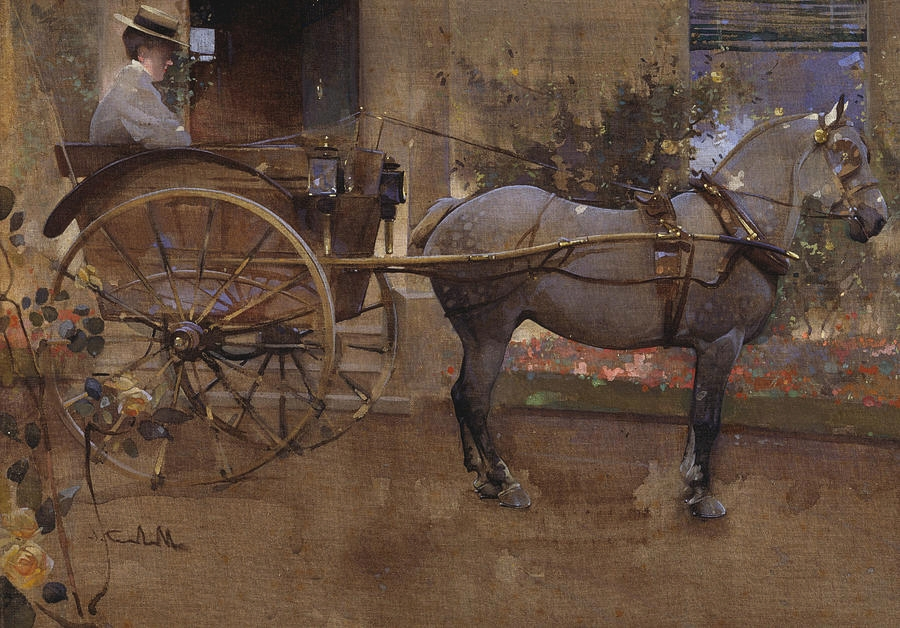
The Governess Cart, par Joseph Crawhall

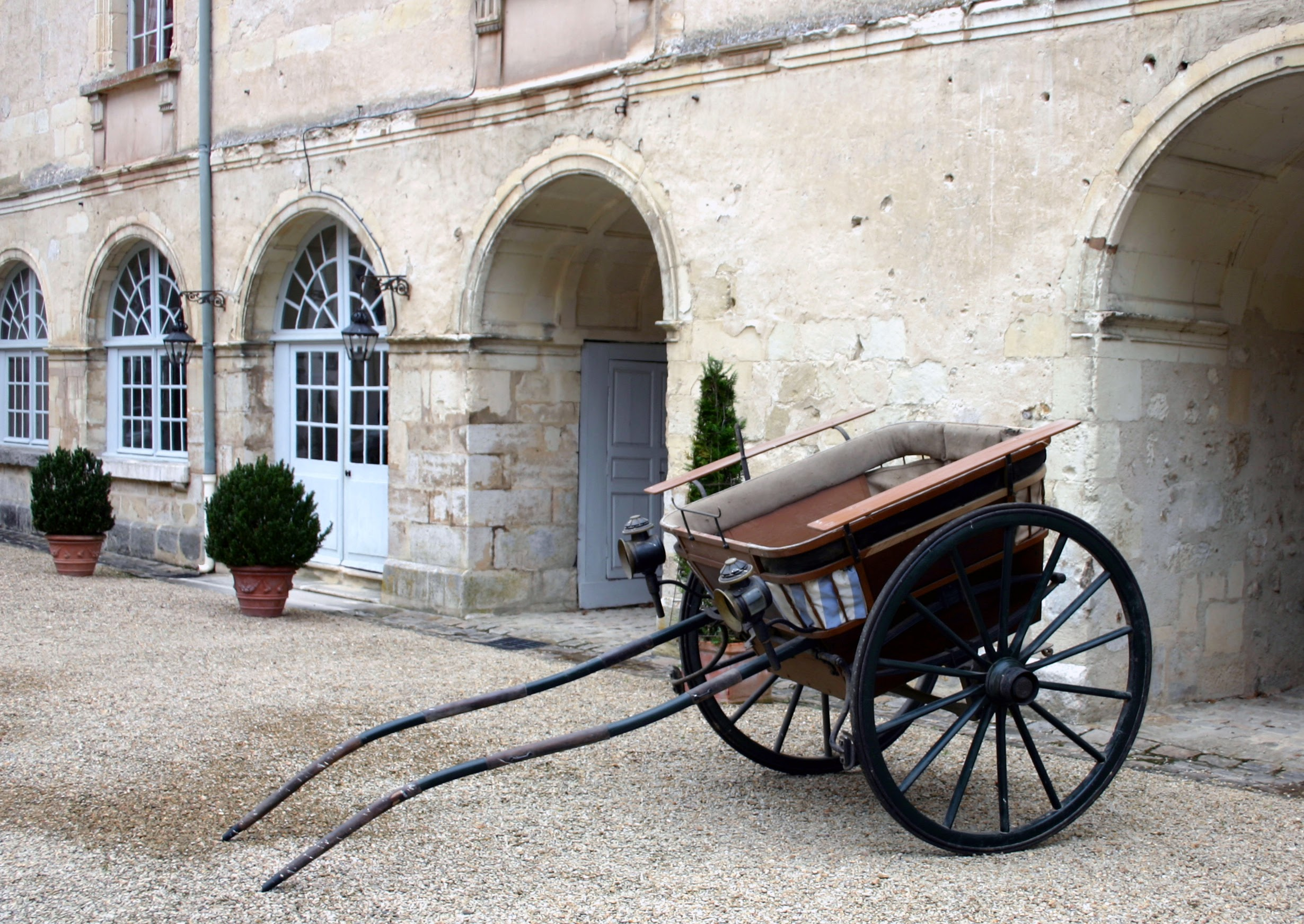
Un tonneau d'Alfred Belvalette en provenance des Champs-Elysées à Paris.

Le tonneau est une petite voiture hippomobile à quatre roues, la caisse était arrondie à l’origine, d’où son nom, mais elle a pris par la suite sa forme carrée. Le tonneau offre deux places à l’avant, et deux à l’arrière, auxquelles on accède par l’arrière de la voiture. Cette forme a donné un type de carrosserie automobile, le tonneau (automobile).
Le demi-tonneau est de dimensions plus réduites, à deux roues. Appelé governess cart en Angleterre, il servait aux gouvernantes à promener les enfants : il présente la particularité d’avoir deux bancs face à face, dans le sens longitudinal, auxquelles on accède par l’arrière, et le meneur doit donc diriger l’attelage de biais. Il peut théoriquement recevoir quatre personnes, mais la place est limitée : il convient pour transporter des enfants, que la gouvernante peut facilement surveiller de sa position de conduite. On y attelle un petit cheval ou un poney, et la sécurité est garantie par un centre de gravité bas et par l’usage d’un essieu surbaissé (dropped axle).

## Sources
Joseph Jobé, Au temps des cochers, Lausanne, Edita-Lazarus, 1976.  (ISBN 2-88001-019-5)